# Haemulon striatum
Haemulon striatum is een  straalvinnige vissensoort uit de familie van de grombaarzen (Haemulidae). De wetenschappelijke naam van de soort is als Perca striata gepubliceerd in 1758 door Linnaeus in de tiende editie van Systema naturae.
De soort staat op de Rode Lijst van de IUCN als Onzeker, beoordelingsjaar 2009.